# Cava Paine

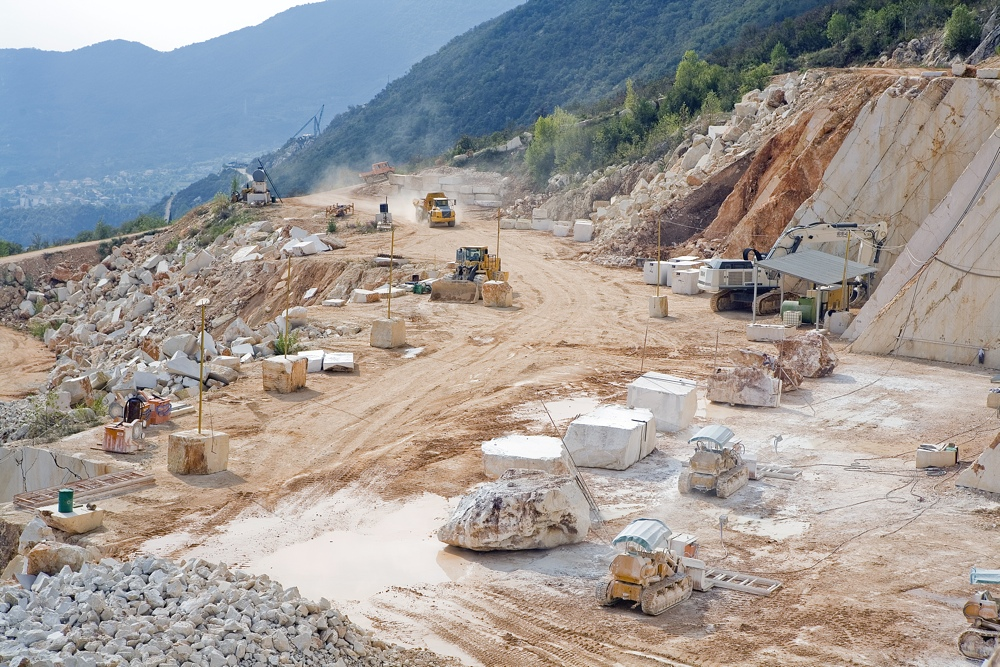
Vista dell'interno della cava Paine

La cava Paine è una storica cava di marmo a cielo aperto che si trova nel Monte Paine nel comune di Nuvolera in provincia di Brescia. La cava Paine ha un'estensione di oltre 280.000 metri quadrati e si sviluppa su 12 gradoni ciascuno lungo quasi 400 metri. È la più vasta cava di marmo Botticino, nonché una delle più grandi cave di marmo in Italia.

## Storia
Secondi le fonti storiche, questa cava già esisteva nella metà del XVIII secolo, quando ebbero origine anche i primi villaggi di cavatori nelle località limitrofe, dove oggi sorgono i paesi Molvina, Nuvolera, Botticino Sera. L'estrazione intensiva però cominciò solo a partire dalla metà del Novecento.
Intorno alla metà del XX secolo questa cava e le cave limitrofe furono ampliate, anche grazie alla crescente popolarità del marmo Botticino in esse estratto. Le moderne tecniche estrattive consentirono incrementi di produzione, diminuzione dei costi di estrazione e aumento della sicurezza degli operai nei siti estrattivi.
Il marmo estratto dalla cava Paine e dalla cave limitrofe, ha nel tempo adornato i principali monumenti di Brescia, che si trova a poca distanza, e quelli di molte altre città della pianura Padana.

## I marmi estratti
All'interno della cava Paine si estrae un calcare micritico compatto (puro) di colore beige, denominato "marmo Botticino". Il nome deriva dal comune in cui sorsero le prime cave in cui esso fu trovato ed estratto, già in epoca romana. Il marmo Botticino è una pietra lucidabile, commercialmente distinta in tre tipologie: Classico, Semiclassico, Fiorito.

### Marmo Botticino Classico
Il marmo Botticino Classico è uno dei più famosi marmi beige al mondo. Questo marmo si caratterizza per il colore bianco avorio del fondo, decorato da alcune venature marrone dall'andamento imprevedibile e spigoloso. È un marmo dalla struttura molto compatta e resistente, che ben si presta a molteplici impieghi in ambienti interni ed esterni. Il marmo Botticino Classico viene estratto anche nelle cave limitrofe situate nel territorio comunale di Botticino.

### Marmo Botticino Fiorito
Il marmo Botticino Fiorito, si caratterizza per il colore più chiaro e per la presenza di numerosi fiocchi bianchi, simili a "fioriture", oltre che per la completa assenza di vene. Il marmo Botticino Fiorito ha una struttura più cristallina e ha ottime doti di durezza e compattezza. È un marmo dall'indiscusso valore, molto apprezzato in ambito italiano, ma anche particolarmente utilizzato in Nord America, specialmente negli Stati Uniti.